# بایساکینو
بایساکینو (انگلیسی: Baysakino) یک شهرک در شهرستان بورایفسکی باشقیرستان کشور روسیه است.